# Stichting Natuurkampeerterreinen
De Stichting Natuurkampeerterreinen is een Nederlandse stichting welke kampeerterreinen goedkeuring verleent de titel natuurkampeerterrein te dragen. De stichting geeft ook de Natuurkampeerkaart uit. Om op een natuurkampeerterrein te mogen kamperen, dient de kampeerder deze kaart te bezitten. De Natuurkampeerkaart zit bijgesloten in Het Groene Boekje, een jaarlijkse uitgave waarin kort de regels staan en een overzicht van de natuurkampeerterreinen gegeven wordt. 
De Stichting Natuurkampeerterreinen bestaat sinds 1975 en heeft als doelstelling om deze vorm van kleinschalig en rustig kamperen in een natuurlijke omgeving in stand te houden en waar mogelijk het aantal natuurkampeerterreinen uit te breiden. Het aantal natuurkampeerterreinen bevindt zich al jaren tussen de 130 en 140 terreinen.

## Kenmerken van natuurkampeerterreinen

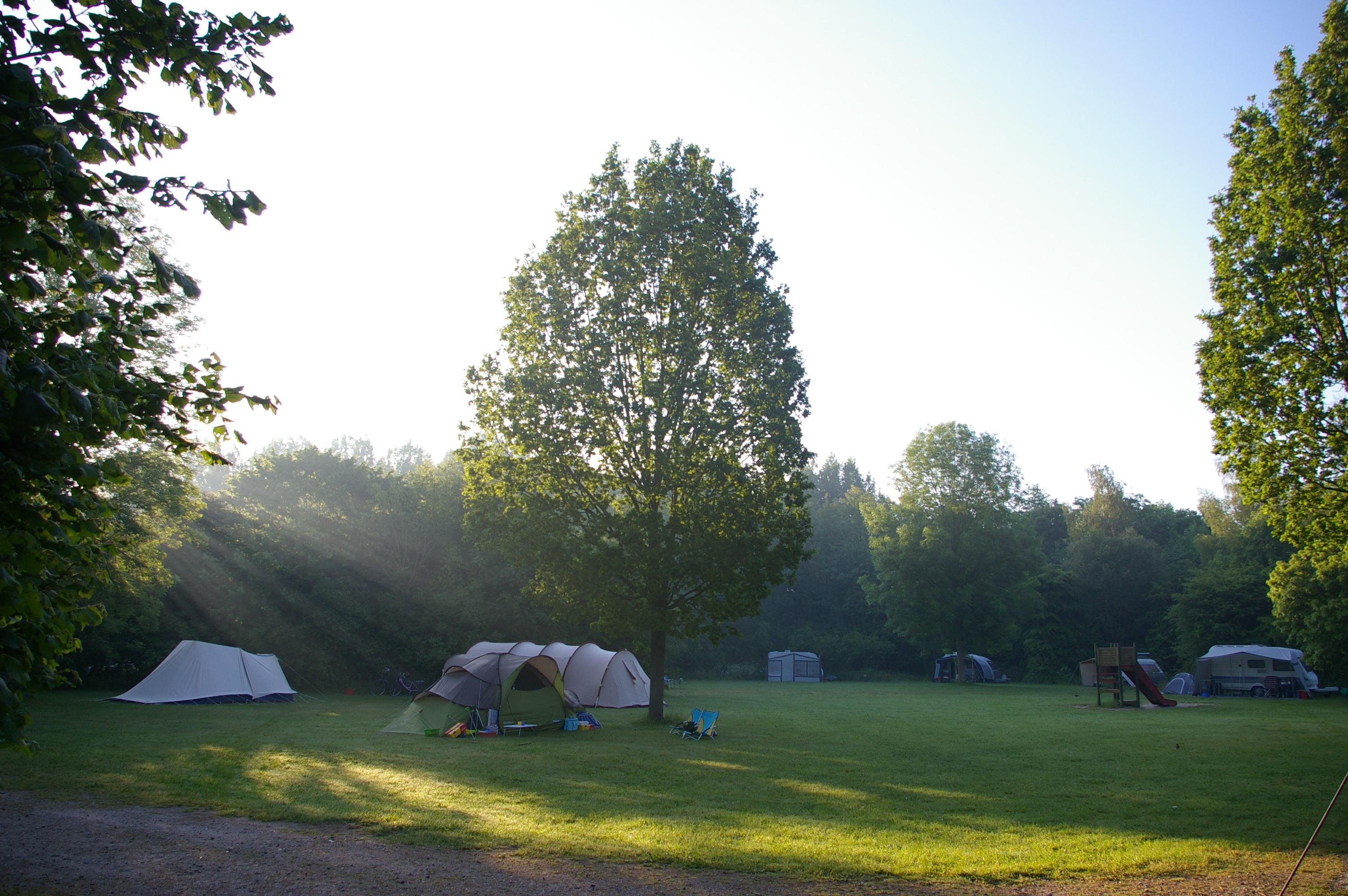
SBB-natuurkampeerterrein De Dasselaar bij Zeewolde

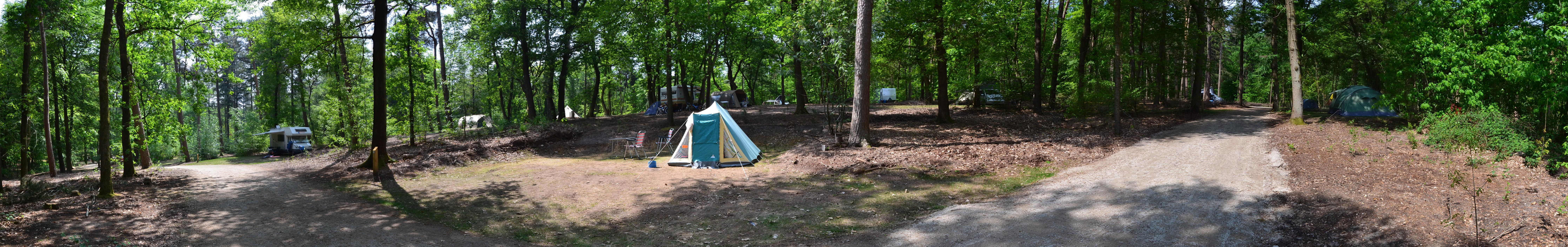
SBB-Natuurkampeerterrein bij Groesbeek

Er zijn eenvoudige sanitaire voorzieningen en in veel gevallen een kleine speeltuin en slechtweerruimte. Op vrijwel alle terreinen is warm, stromend water en een stroomaansluiting aanwezig. Sommige Natuurkampeerterreinen, bijvoorbeeld die van Staatsbosbeheer, hebben geen receptie, maar een "zelf-inschrijfservice" die door een opzichter regelmatig gecontroleerd wordt. Er zijn alleen toeristische standplaatsen, dat wil zeggen dat het kampeermiddel alleen op het terrein mag staan wanneer er daadwerkelijk gekampeerd wordt. Slechts op enkele Staatsbosbeheer-terreinen wordt er van de kampeerder verwacht dat deze in het laagseizoen meehelpt met schoonmaken, bij de meeste terreinen hoeft dit niet.
De natuurkampeerterreinen zijn zeer rustig gelegen in een natuurlijke omgeving. De natuurbeleving staat bij deze terreinen voorop. Ze hebben ruime plekken met veel privacy. Op sommige terreinen zijn er plekken die bestaan uit een veldje voor één tent in het bos. Ook zijn er terreinen die deel uitmaken van een grotere camping. De Natuurkampeerterreinen hebben allen hetzelfde bord bij de ingang staan.

## Geschiedenis
De huidige natuurkampeerterreinen hebben de kampeer-paspoortterreinen als voorloper. Ook dit waren eenvoudige, in de natuur gelegen terreinen voor wie rustig wilde kamperen. Er waren minder voorzieningen dan nu op de natuurkampeerterreinen. Vaak was alleen een pomp en een wc-hokje aanwezig. Wie op een kampeer-paspoortterrein wilde kamperen, had niet voldoende aan de kampeerkaart waarmee men terechtkon op een gewone camping. Er was een kampeerpaspoort nodig. Zo’n paspoort kon je verdienen door drie weekends achter elkaar onder leiding van ANWB-mentoren te kamperen, of door een ANWB-oefenkamp succesvol af te ronden.

## Bestuur van de Stichting Natuurkampeerterreinen
In het bestuur van de Stichting Natuurkampeerterreinen zijn de volgende organisaties vertegenwoordigd:
- Vereniging Gastvrije Nederlandse Landgoederen en Kastelen (LKC)
- Nivon Natuurvrienden
- Stichting Goed Kamp (SGK)
- Staatsbosbeheer
- Vereniging Natuurlijk Kamperen

Andere betrokken organisaties zijn o.a. de ANWB, Natuurmonumenten, het Ministerie van Landbouw, Natuur en Voedselkwaliteit (LNV) en de Vereniging Nederlandse Gemeenten (VNG).

## Aantal terreinen
Het aantal natuurkampeerterreinen schommelt al jaren tussen de 130 en 140 terreinen. Hier zitten zowel terreinen bij die beheerd worden door Staatsbosbeheer, Nivon, etc. als particuliere terreinen.